# Liga Meridana de Béisbol 2010
La Temporada 2010 de la Liga Meridana de Béisbol fue la 1ª edición, que se efectuó del mes de septiembre a diciembre de 2010.

## Bases de la primera temporada
La liga estaría integrada por 6 equipos teniendo 16 juegos por equipo, jugándose los sábados y domingos, comenzando la temporada el 11 de septiembre y finalizando el 5 de diciembre, dejando el los días 11, 12, 18 y 19 de diciembre de 2010 para las semifinales y la final respectivamente.
Cada club podría tener un máximo de 25 jugadores o menos, entre mexicanos, extranjeros y novatos, según la necesidad de cada equipo.

### Primer campeón
Los Zorros de Pacabtún dirigidos por Roberto Pérez se proclamaron campeones al superar 2-0 a los Astros de las Comisarías en la serie por el título.
Primeros Campeones: 
José Vidal C, Julio Pérez 1B, Santiago Huchim 2B, Alejandro Rivero SS, Amin Juárez 3B, Carlos Sansores LF, Juan Carlos Bañuelos CF, Emilio López RF, Héctor Castañeda BD.
Pitchers Juego 1: Linder Castro, Gonzalo Sañudo.
Pitchers Juego 2: Freddy Guzman, Juan Pablo Vergara, René Coss.

## Primeros equipos
| Liga Meridana de Béisbol 2010        |           |                                    |
| Equipo                               | Fundación | Campo                              |
| Ángeles de la Francisco I. Madero    | 2010      | Campo de la Colonia Madero         |
| Astros de la Comisaría de Cablekal   | 2010      | Campo de la Comisaría de Chablekal |
| Camiones Rojos de la Morelos         | 2010      | Campo de la Colonia Morelos        |
| Constructores de la Dolores Otero    | 2010      | Parque Gonzalo "Sansón" Novelo     |
| Leones Anahuac Mayab de la Bojórquez | 2010      | Campo de la Bojórquez              |
| Zorros de Pacabtún                   | 2010      | Parque "Manuel Loría Rivero"       |